# Muusap Atuarfia
Muusap Atuarfia er folkeskolen i bygden Saattut på vestkysten af Grønland.
Skolen har ca. 32 elever, fordelt på tre klasser (1. til 9. klassetrin). De har bl.a. videokonferenceudstyr for at drive fjernundervisning. Ca. fem lærere er ansat her. De har kun én lærerbolig, men søgte i 2006 om bygning af en ny i 2007.